# 앙겔로스 왕조
앙겔로스 왕조 또는 앙겔로스 가문(그리스어: Οίκος Αγγέλων)는 1185년부터 1204년까지 동로마 제국의 황제를 배출한 가문을 말한다.
이 가문은 리디아의 도시 필라델피아에서 유래된 집안으로 비교적 연륜도 짧고 명망도 없는 집안이다. 이사키우스 앙겔로스가 황제가 되면서 왕조가 시작되었는데 처음 알려진 계기는 이사키우스의 할아버지 콘스탄티누스 앙겔로스가 알렉시우스 1세의 딸이자 포르피로게니타 인 테오도라와 결혼하게 된 것이다. 그 뒤 앙겔로스 가문은 빨리 성장하여 마누엘 1세 콤네누스가 즉위할 무렵에는 제법 콘스탄티노폴리스에서 명망있는 집안으로 인정받았다.
앙겔로스 왕가의 통치기간은 19년에 그쳤으나 왕위를 둘러싼 내분과 그에 이은 십자군의 습격 등  비잔틴 제국의 멸망에 한 단초를 제공했다.

## 앙겔로스 왕조의 황제들
- 이사키우스 2세 (Ισαάκιος Β' Άγγελος) (1156 - 1204, 재위: 1185 - 1195, 두 번째 재위: 1203 - 1204) – 알렉시우스 1세의 증손자; 형 알렉시우스에 의해 폐위되고 실명당함, 나중에 다시 복위됨
- 알렉시우스 3세 (Αλέξιος Γ' Άγγελος) (1153 - 1211, 재위 : 1195 - 1203) – 이사키우스 2세의 형; 제4차 십자군으로 폐위됨
- 알렉시우스 4세 (Αλέξιος Δ' Άγγελος) (1182 - 1204, 재위 : 1203 - 1204) – 이사키우스 2세의 아들; 아버지와 공동황제; 알렉시우스 5세에 의해 폐위되어 살해당함
- 알렉시우스 5세 무르주플루스 (Αλέξιος Ε' Δούκας ο Μούρτζουφλος) (1140 - 1204, 재위 : 1204) – 제위 찬탈; 알렉시우스 3세의 사위